# Koosharem (Utah)
Koosharem es un pueblo en el condado de Sevier, estado de Utah, Estados Unidos. Según el censo de 2000 la población era de 276 habitantes.

## Geografía
Koosharem se encuentra en las coordenadas 38°30′39″N 111°52′57″O / 38.51083, -111.88250.
Según la oficina del censo de Estados Unidos, la localidad tiene una superficie total de 1,5 km². No tiene superficie cubierta de agua.
- Datos: Q483576
- Multimedia: Koosharem, Utah / Q483576

1. ↑  Zip Data Maps, código ZIP n.º 84744.